# Secundí (cònsol 511)
Secundí (en llatí: Flavius Secundinus; fl. 492-515) va ser un polític i estadista de l'Imperi Romà d'Orient durant el segle vi.

## Família
Es va casar amb Cesarea, germana de l'emperador Anastasi I. Els seus fills van ser Flavi Hipaci, cònsol l'any 500, usurpador renuent durant els disturbis de Nika, i Flavi Pompeu, cònsol l'any 501.

## Biografia
L'any 492, Secundí va servir com a prefecte de la ciutat de Constantinoble. Posteriorment se li va concedir el títol honorífic de patrici per la seva relació amb l'emperador. L'any 511 va servir com a cònsol juntament amb Arcadi Fèlix i com el seu col·lega a Occident.
El 515, l'emperador va enviar a Hipaci amb un exèrcit contra el rebel Vitalià, però va fracassar i va ser capturat. Després d'això Secundí va rescatar al seu fill.